# Sottoprodotti di origine animale
I sottoprodotti di origine animale (SOA) sono sottoprodotti biodegradabili che comprendono: carcasse animali, parti di carcasse animali, prodotti di origine animale che non sono destinati al consumo umano, inclusi i residui dell'alimentazione collettiva, residui dell'industria conciaria, ecc.

## Utilizzi
I SOA, oltre che per gli usi tradizionali (ad esempio la trasformazione di grassi in sapone, il confezionamento di calzature con i pellami), sono utilizzati su scala industriale in diversi settori produttivi, tra cui: industria farmaceutica, cosmetica, alimentare, tessile e chimica.

## Legislazione
A seguito della crisi della mucca pazza, l'Unione Europea ha sviluppato una normativa specifica per la corretta gestione dei sottoprodotti di origine animale, ponendo il controllo del rispetto della normativa sotto l'autorità sanitaria.
I principali atti normativi europei sono i seguenti:
- Direttiva 90/667/CE (recepita in Italia con il D. Lgs. 508/92): in essa si distinguono i materiali in funzione del rischio di trasmissibilità di patologie (materiali a basso rischio e materiali ad alto rischio). I materiali sono ancora definiti "rifiuti di origine animale", lasciando aperte discussioni sulla necessità di autorizzazione degli impianti di trasformazione sia da parte dell'autorità competente sanitaria, sia da parte dell'autorità competente ambientale, trattandosi di rifiuti.
- Regolamento 1774/02/CE: si definisce il concetto di sottoprodotti di origine animale, chiarendo l'esclusiva competenza sanitaria sul riconoscimento degli impianti di trasformazione. I materiali sono suddivisi in tre categorie in funzione del grado di rischio sanitario che presentano e in funzione della categoria di appartenenza devono subire destini diversi. Ad esempio, per l'utilizzo a fini zootecnici (produzione di mangimi) possono essere utilizzati esclusivamente materiali di categoria 3.
- Regolamento 1069/09/CE e Regolamento 142/2011/UE: si conserva l'impostazione del Regolamento 1774/02/CE andando però a correggere aspetti della gestione dei S.O.A. che in precedenza non erano chiari. Il Regolamento 1774 è stato scisso in due Regolamenti: il 1069/09/CE, che nell'articolato enuncia i principi generali, e il 142/2011/UE, che detta gli aspetti tecnici necessari per la gestione dei SOA.